# Heure miroir
Les heures miroirs, comme 3:33, 4:44 ou 11:11 par exemple, sont souvent associées à des croyances ésotériques ou spirituelles plutôt qu'à des phénomènes scientifiques. Certaines personnes croient que ces heures miroirs sont des signes ou des messages de l'univers, des anges, des guides spirituels ou d'autres entités surnaturelles,.
Cependant, d'un point de vue scientifique, il n'y a aucune preuve que les heures miroirs aient une signification particulière ou qu'elles soient associées à un phénomène biologique spécifique. Il est possible que ce phénomène soit simplement dû à une attention accrue portée à l'horloge à des moments particuliers de la journée.